# Симиренко Василь Федорович
Василь Федорович Симиренко (7 (19) березня 1835, Мліїв, Черкаська обл. — 1 (14) грудня 1915, Київ) — український промисловець, інженер-конструктор та технолог у галузі цукроваріння, визначний меценат української культури, видавець, син Федора Симиренка, серед українського громадянства відомий як «Великий Хорс». Член Київського товариства старожитностей і мистецтв.

## Життєпис
Василь був молодшим братом Платона Симиренка, який значно розвинув і зміцнив родинну справу. Василь же свої молоді роки присвятив освіті і професійному зросту: навчався у вищому комерційному пансіоні в Москві, Петербурзькому технологічному інституті, стажувався в лабораторії Жана Бусенго (французського вченого, засновника агрономічної хімії), продовжив навчання в Паризькому політехнічному інституті. У 1861 році отримав диплом інженера-технолога з цукроваріння
Навчався у вищому комерційному пансіоні в Москві, потім продовжив навчання у Санкт-Петербурзькому технологічному інституті, стажувався в лабораторії Жана Бусенго (французського вченого, засновника агрономічної хімії). Після цього протягом двох років  вчився у Паризькій вищій політехнічній школі, по закінченні якої у 1861 р. отримав диплом інженера-технолога з цукроваріння і залишився у Франції, щоб вдосконалювати знання..
Після смерті у 1863 р. Платона Симиренко, Василь повернувся додому, щоб перебрати на себе керівництво батьковою фірмою, справи якої тоді йшли не найкраще. За десять років йому так і не вдалося подолати збитковість підприємства. До цього додалися іще суперечки за спадок брата. Зробивши все можливе й переконавшись у приреченості фірми, у 1873 залишив посаду голови адміністрації, відмовився від утримання і прав на спадщину і покинув родову оселю у Млієві. У цьому ж році він придбав руїни старої державної цукроварні в с. Сидорівці Київської губернії, відновив її на позичені гроші, оснастив новітнім устаткуванням власної конструкції та почав господарювати. Водночас став одним із фундаторів Київського відділення Руського технічного товариства з цукроваріння.
У 1876 р. зареєстрував патент на випаровувальний апарат, що вдвічі скорочував витрати палива на переробку цукрового буряка, а працюючи в хімічній лабораторії, винайшов нові способи виварювання цукру. Організував у себе на заводі виробництво пастили «Українська» та мармеладу, який успішно експортували за кордон і який прописували хворим у місцевій лікарні. Дорогий делікатес давав високий прибуток і звільнив країну від потреби імпортувати пастилу.
У Сидорівці діяли дві школи — реміснича і сільсько-господарська. Викладання у них велось винятково українською мовою.
Василь Симиренко дуже любив український театр і тому посприяв утворенню аматорського колективу на Сидорівському цукровому заводі. Цей театр був одним із найкращих в Україні. Керував ним відомий громадівець Йоїль Руденко. До трупи, крім місцевої молоді та робітництва, входили також: Михайло Старицький, Марія Заньковецька, Ганна Затиркевич-Карпинська, Ганна Борисоглібська.
Був членом Київської Старої Громади ще з молодих років. У часи тиску на українську мову і культуру, Валуєвського циркуляра та Емського указу, мало яке українське видання на Наддніпрянщині виходило без допомоги Василя Федоровича. Він довгі роки підтримував перші всеукраїнські газети «Рада», «Громадська думка», часописи «Україна» і «Літературно-науковий вісник» та допомагав видавати за кордоном «Україніше Рундшау» і «Рутеніше рев'ю» для ознайомлення європейців з Україною.
Один із видавців «Київської старовини» Володимир Науменко засвідчував, що Василь Федорович передав на часопис понад 35 тисяч карбованців. З непідробним інтересом меценат стежив за діяльністю одного з перших українських видавництв «Вік», що одразу розпочало широку, як на той час, роботу і потребувало лише тимчасової матеріальної допомоги.
Коштом Василя Симиренка, але без розголосу, вийшло кілька видань «Кобзаря» Тараса Шевченка. Допомагав також окремим письменникам, як наприклад, Михайлу Коцюбинському та Іллі Шрагові; за його матеріальної підтримки вели досліди і видавали праці Олександр Кістяківський і Павло Чубинський; на його щорічну допомогу в 600 крб. Петро Ніщинський переклав «Іліаду», видану у Львові.
Василь Федорович допомагав Михайлові Драгоманову в еміграції у Швейцарії і дав йому кошти на друкарню. Подарував 100 тисяч карбованців золотом на будинок для Наукового Товариства імені Шевченка у Львові. Протягом багатьох років матеріально допомагав українському гуртку в Київській семінарії, що дало студентам змогу утримувати бібліотеку і конспіративну квартиру, розповсюджувати українську книжку серед селян і організовувати з'їзди колишніх студентів семінарії тощо. Василь Федорович опікувався громадським зібранням «Родина», «Товариством допомоги культурі і науці» і «Науковим товариством».
Василь Симиренко надавав кошти винятково на літературні та наукові, а не політичні завдання. Лише один раз він передав 500 крб. для організації замаху на Плеве.
Не маючи дітей, Василь Симиренко, за порадою приятеля професора Володимира Антоновича, склав заповіт, у якому все майно, що оцінювалось до 10 мільйонів карбованців, залишав у користування дружині Софії Іванівні. Після її смерті воно мало піти на українські справи за розпорядженням комітету, власністю якого й стало те майно. Членами комітету були Володимир Антонович, Микола Лисенко, Володимир Науменко, Левко Симиренко, Леонід Смоленський та Ілля Шраг. Пізніше до комітету залучили небожа Симиренка Володимира Леонтовича, Михайла Грушевського, Петра Стебницького та Євгена Чикаленка.
В останні роки життя здоров'я Василя Федоровича погіршилось і Софія Іванівна намагалася всіляко оберігати його спокій. Особливо важкими для Симиренка були часи Першої світової війни. Він боляче переживав за Україну, її майбутнє, можливе поновлення утисків з боку влади, боявся знищення плодів його праці, передчував лихо.
Помер Василь Симиренко, 7 грудня 1915 р. у Києві. Його поховали на Аскольдовій могилі. Місце поховання не збереглося.
Після його смерті Софія Іванівна, виконуючи волю чоловіка, дуже щедро видавала кошти на національні справи. Тоді, за домовленістю з удовою, для своїх потреб товариство купило друкарню Барського на Хрещатику. Тут планувалось друкувати нову щоденну українську газету. Колишній редактор «Ради» В. Ніковський взявся наново організувати і редагувати газету, якій дали назву «Нова рада». Маєток у селі Сидорівка (тоді Київської губернії) дружина заповіла на заснування сільськогосподарської садівничої школи імені Василя Симиренка. Решту коштів — на народний університет імені В. Симиренка у Києві з викладанням українською мовою, а свій особняк — Українському науковому товариству.

## Вшанування

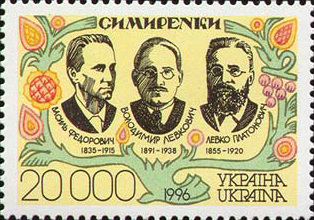
Василь Симиренко на поштовій марці 1996 року (ліворуч).

На будинку за адресою вул. Десятинна, 9 у Києві, де В.Симиренко проживав з 1899 по 1915 рр. в кінці 1990-х встановлено меморіальну дошку.